# Морі-Казахський автономний повіт
43°50′10″ пн. ш. 90°17′02″ сх. д. / 43.83624° пн. ш. 90.28398° сх. д.
Морі-Казахський автономний повіт (кит. 木垒哈萨克自治县, пін. Mùlĕi Hāsàkè Zìzhìxiàn) — один із повітів КНР у складі Чанцзі-Хуейської автономної префектури, СУАР. Адміністративний центр — містечко Морі.

## Географія
Морі-Казахський автономний повіт лежить на сході Джунгарської рівнини.

### Клімат
Повіт знаходиться у зоні, котра характеризується кліматом степів і напівпустель. Найтепліший місяць — липень із середньою температурою 20,8 °C. Найхолодніший місяць — січень, із середньою температурою -11 °С.
| Клімат повіту Морі-Казах | Клімат повіту Морі-Казах | Клімат повіту Морі-Казах | Клімат повіту Морі-Казах | Клімат повіту Морі-Казах | Клімат повіту Морі-Казах | Клімат повіту Морі-Казах | Клімат повіту Морі-Казах | Клімат повіту Морі-Казах | Клімат повіту Морі-Казах | Клімат повіту Морі-Казах | Клімат повіту Морі-Казах | Клімат повіту Морі-Казах | Клімат повіту Морі-Казах |
| Показник                 | Січ.                     | Лют.                     | Бер.                     | Квіт.                    | Трав.                    | Черв.                    | Лип.                     | Серп.                    | Вер.                     | Жовт.                    | Лист.                    | Груд.                    | Рік                      |
| Середній максимум, °C    | −5                       | −3,1                     | 3,2                      | 14                       | 20,5                     | 25,1                     | 27                       | 26,4                     | 21                       | 12,1                     | 3                        | −3,2                     | 11,8                     |
| Середня температура, °C  | −11                      | −9                       | −2,2                     | 7,6                      | 14,2                     | 19,1                     | 20,8                     | 19,8                     | 14,4                     | 6                        | −2,7                     | −8,9                     | 5,7                      |
| Середній мінімум, °C     | −15,6                    | −13,6                    | −6,4                     | 2,6                      | 8,8                      | 13,5                     | 15,5                     | 14,2                     | 9,2                      | 1,9                      | −6,6                     | −13,4                    | 0,8                      |
| Норма опадів, мм         | 7.4                      | 7                        | 15.3                     | 41.4                     | 50.7                     | 38.9                     | 55.9                     | 36.5                     | 33.4                     | 27.5                     | 19.4                     | 10                       | 343.4                    |
| Вологість повітря, %     | 63                       | 64                       | 64                       | 51                       | 46                       | 46                       | 49                       | 45                       | 46                       | 56                       | 64                       | 64                       | 54.8                     |
| ------------------------ | ------------------------ | ------------------------ | ------------------------ | ------------------------ | ------------------------ | ------------------------ | ------------------------ | ------------------------ | ------------------------ | ------------------------ | ------------------------ | ------------------------ | ------------------------ |
| Джерело: data.cma.cn     |                          |                          |                          |                          |                          |                          |                          |                          |                          |                          |                          |                          |                          |